# Addicted to a Memory
"Addicted to a Memory" là một bài hát của DJ và nhà sản xuất thu âm người Nga-Đức Zedd có sự hợp tác của nhóm nhạc nữ người Mỹ Bahari từ album phòng thu thứ hai của anh, True Colors. Nó được viết bởi Zedd và Matthew Koma và được phát hành vào ngày 14 tháng 4 năm 2015 như là một đĩa đơn quảng bá.
Bài hát đã nhận được nhiều đánh giá tích cực và nhiều người gọi đó là sự khởi đầu của những âm thanh "đầy tính pop" trước đó của anh. Nó cũng được so sánh với những bài hát electro trước của anh, như "Stars Come Out", "Slam the Door" và "Shave It Up". Bài hát cũng được sử dụng trong một quảng cáo của Gatorade năm 2015 với Lionel Messi.

## Bối cảnh
"Addicted to a Memory" bắt đầu bằng một bản demo của Zedd được gửi tới Lady Gaga vào năm 2012. Sau khi nghe bản demo, Gaga gọi cho Jimmy Iovine của Interscope Records và bảo anh ký hợp đồng nhãn đĩa với Zedd. Về bài hát, Zedd nói: "Tôi nghĩ bạn có thể nghe thấy sự phát triển thật sự của tôi với vai trò là một nghệ sĩ trong bài hát. Nó gần như là một bản time-lapse của sự nghiệp tôi vậy."
Vào ngày 19 tháng 3 năm 2015, 50 người hâm mộ của Zedd ở Austin được đưa tới một buổi tiệc tại Công viên Longhorn Cavern State Park qua xe riêng. Tại buổi tiệc, Zedd cho họ nghe phiên bản hoàn thiện của "Addicted to a Memory". Sự kiện này được nối tiếp với sự kiện "Straight Into the Fire" tại Los Angeles, California.

## Sáng tác
"Addicted to a Memory" là một bài hát electro house với đoạn mở đầu giai điệu piano. Nó có thời lượng 5:03 và có nhịp độ 128 BPM. Bài hát có ba đoạn drop EDM; đoạn drop cuối rất khác so với hai đoạn còn lại.
EDMTunes nói: "Bài hát có đoạn mở đầu pop có thể dự đoán trước, có thể là một tín hiệu của một bản hit cho radio điển hình, nhưng Zedd có một bất ngờ cho bạn. Hãy đợi đến đoạn build và bạn sẽ nhận thấy một bài yếu tố electro lần lượt đi vào bài hát và khi đến đoạn drop, nó giống như Zedd thời "Slam the Door" vậy."

## Danh sách bài hát
- Đĩa đơn CD và tải kỹ thuật số[6]
- "Addicted to a Memory" (hợp tác với Bahari) – 5:03